# لو جونغ
لو جونغ (بالصينية: 陸永) هو رباع صيني، ولد في 1986 في قوانغشي في الصين.

## وصلات خارجية
- لو جونغ على موقع IAT Database Weightlifting (الألمانية)
- لو جونغ على موقع أوليمبيديا (الإنجليزية)